# Візуальна одометрія

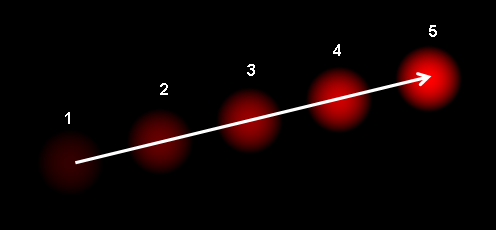
Вектор оптичного потоку рухомого об'єкта у відеопослідовності.

У робототехніці і комп'ютерному баченні, візуальна одометрія — процес визначення позиції і орієнтації робота шляхом аналізу послідовних зображень отриманих за допомогою камери. Він використовується в багатьох застосуваннях робототехніки, наприклад ця техніка була використана для побудови марсоходу NASA.

## Огляд
У навігації, одометрія це процес використання даних про оточення і давачів руху для визначення змін позиції робота, для цього використовуються такі пристрої як давачі кута повороту для вимірювання обертів коліс. Хоча такий метод корисний для багатьох колісних або гусеничних транспортних засобів, традиційні методи одометрії не можна застосувати для портативних роботів із нестандартними методами пересування, наприклад роботів, що рухаються завдяки ногам. Крім того, метод одометрії має проблеми з точністю, оскільки колеса можуть проковзувати і тим самим вносити похибку в оцінку пройденої відстані. Помилка збільшується коли транспортний засіб рухається по нерівним поверхням. Помилки мають тенденцію накопичуватись з плином часу.
Візуальна одометрія є процесом визначення подібної інформації для оцінки відстані переміщення на основі послідовних зображень отриманих з камери. Візуальна одометрія дозволяє підвищити точність навігаційних приладів у роботах або транспортних засобах, які використовують будь-який спосіб пересування відносно поверхні.

## Алгоритм
Більшість з існуючих підходів у візуальній одометрії мають в основі наступні кроки.
1. Маємо ряд вхідних зображень: відзнятих з використанням однієї камери,[2][3] стерео камери,[3][4] або всенаправленої камери.[5][6]
2. Корекція зображень: застосовуються техніки обробки зображень для усунення спотворень об'єктива і т. д.
3. Виявлення ознак: визначити оператори пошуку і знайти відповідності ознак по кадрам і побудувати поле оптичного потоку.
  1. Використовується кореляція для встановлення відповідності двох зображень, і не довгострокових відстежень ознак.
  2. Виділення ознак і кореляція.
  3. Побудова поля оптичного потоку (Метод Лукаса — Канаде).
4. Перевірка векторів оптичного потоку на наявність потенційних помилок і видалення відхилень.[7]
5. Визначення руху камери із оптичного потоку.[8][9][10][11]
  1. Варіант 1: Фільтр Калмана для оцінки розподілу.
  2. Варіант 2: віднайти геометричні і 3D властивості об'єктів, які мінімізують функцію втрат, що заснована на оцінці помилки повторної проєкції між двома сусідніми зображеннями. Це можна здійснити за допомогою математичної мінімізації або випадкового відбору.
6. Періодична репопуляція точок шляху для підтримки відповідності шляху вздовж зображення.

Альтернативою до методу виділення ознак є «прямий» метод який мінімізує помилку напряму в просторі зображення без попереднього пошуку ознак і їх порівняння.

Інший метод, визначає площинні переміщення і повороти між зображеннями використовуючи метод фазової кореляції замість виділення ознак.